# Тор Ервіґ
Тор Ервіґ (норв. Thor Ørvig, 14 грудня 1891 — 17 червня 1965) — норвезький яхтсмен.
Олімпійський чемпіон 1920 року в класі 12 метрів (правила 1919 року).